# Slamkärrlöpare
Slamkärrlöpare (Agonum dolens) är en skalbaggsart som först beskrevs av C.R. Sahlberg 1827.  Slamkärrlöpare ingår i släktet Agonum, och familjen jordlöpare. Arten är reproducerande i Sverige.

## Bildgalleri

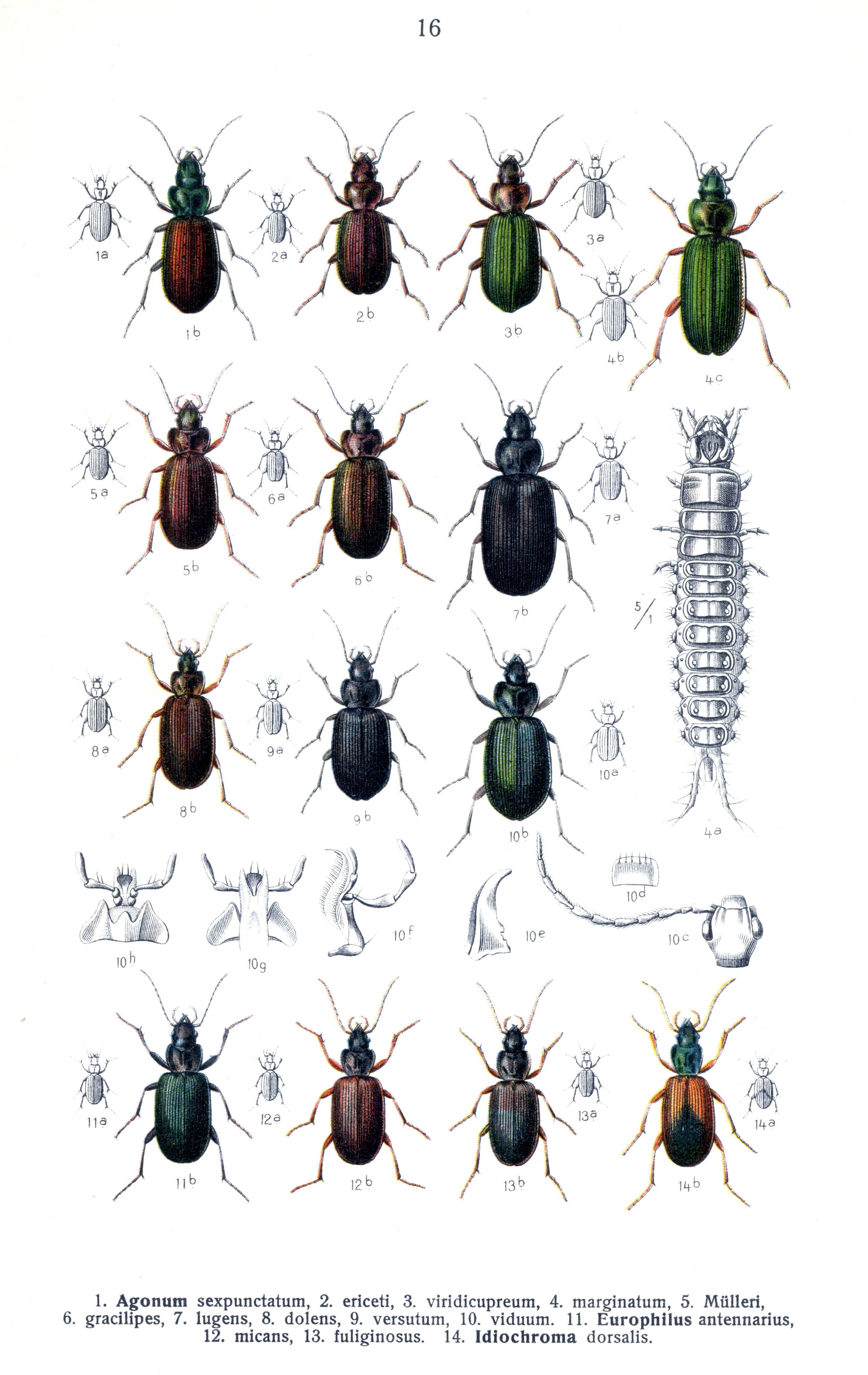
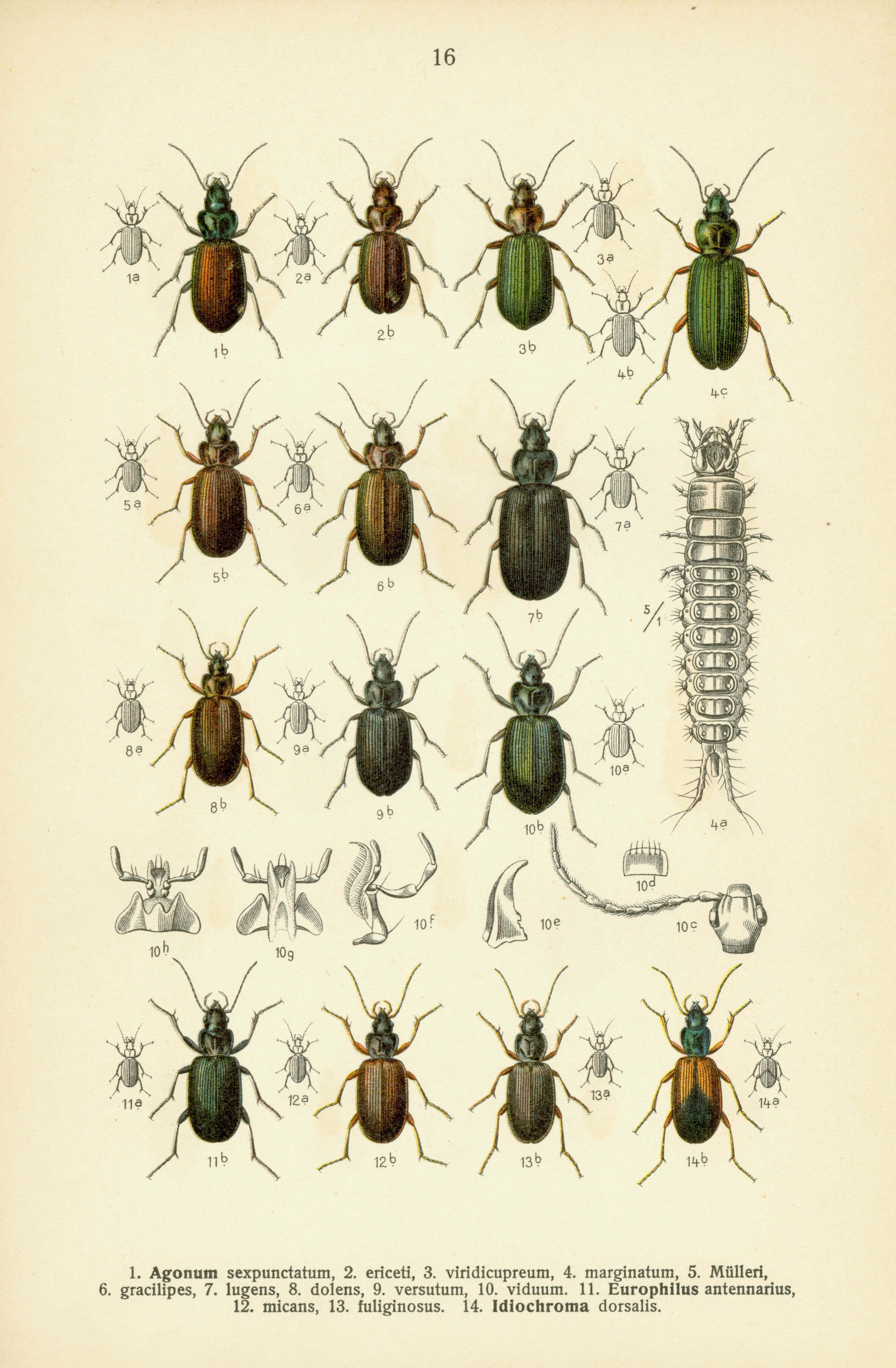